# Teto-jardim

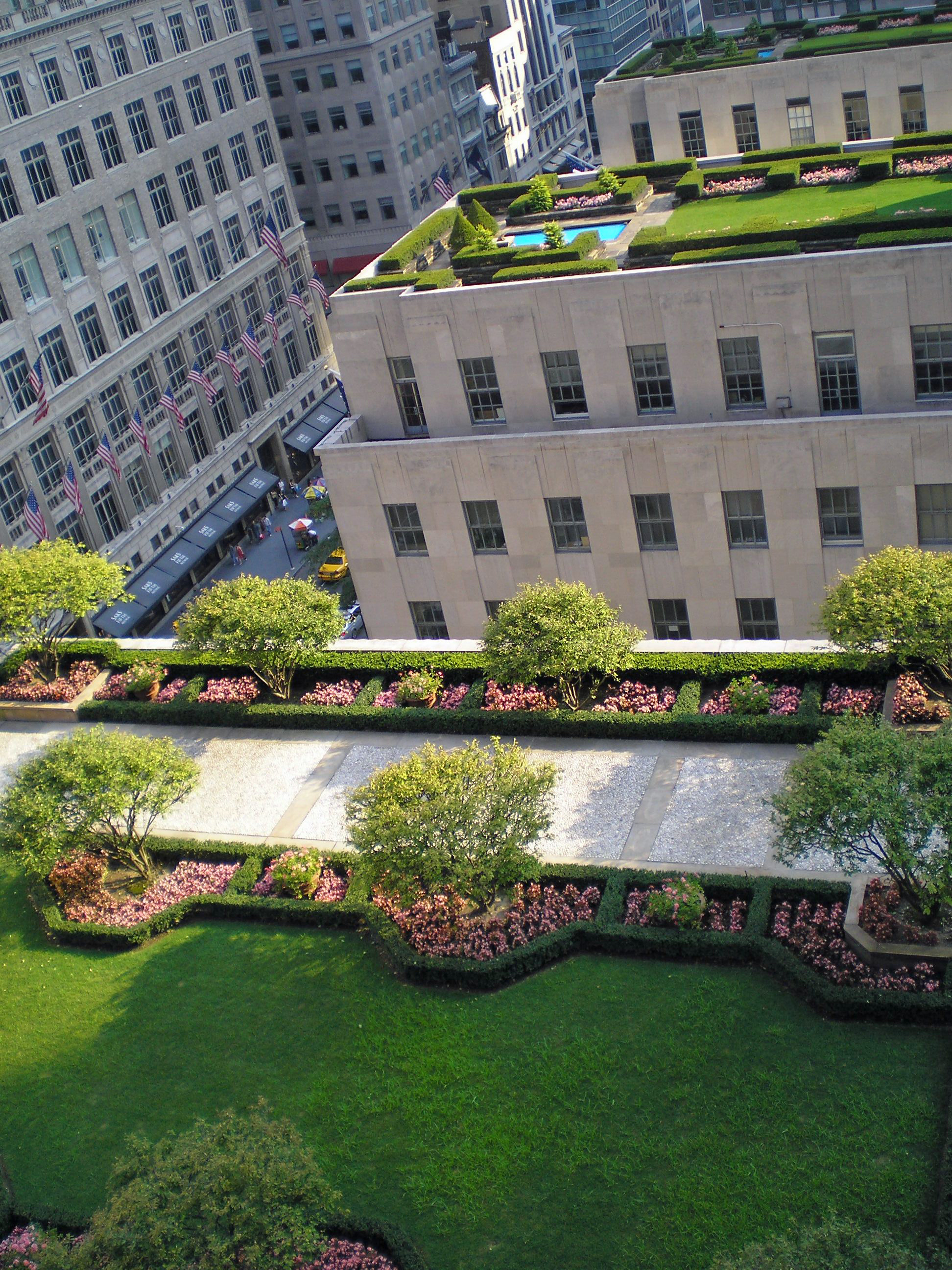
O teto-jardim do Rockefeller Center, em Nova Iorque.

O teto-jardim, também conhecido como jardim de teto, ou ainda teto verde, se refere a qualquer jardim situado no teto de uma construção.
Além do efeito decorativo e ecológico, os tetos-jardins podem fornecer alimentos, isolamento acústico, controle de temperatura e sítios de lazer, o que representa benefícios econômicos e de bem-estar.
Um teto-jardim difere de um telhado verde pois busca ser um espaço esteticamente agradável de lazer e convivência na natureza, enquanto no telhado verde a preocupação principal é maximizar os benefícios energéticos e de isolamento proporcionados pela cobertura.